# Чович, Небойша
Небойша Чович (серб. Небојша Човић; род. 2 июля 1958, Белград, СР Сербия, СФРЮ) — сербский политик, бизнесмен и баскетбольный руководитель. С 2011 года президент баскетбольного клуба «Црвена звезда».

## Биография

### Ранняя жизнь
Чович родился в Белграде, СР Сербия, Югославия, окончил машиностроительный факультет Белградского университета. В 2000 году он получил докторскую степень в том же университете.

### Карьера
В 1992 году, будучи членом Социалистической партии Сербии, 34-летний Чович начал свое восхождение по политической лестнице с должности вице-президента исполнительного совета по экономике и финансам Белградского городского собрания.
В 1993 году, он выдвинулся на должность председателя городской управы. В 1994 году он был избран мэром Белграда. Параллельно Чович был депутатом от СПС в Национальном собрании Сербии. Чович был уволен с поста мэра в середине января 1997 года президентом Сербии и лидером партии СПС Слободаном Милошевичем на фоне многомесячных протестов в Сербии по поводу фальсификации муниципальных выборов в ноябре 1996 года. По этому же поводу его исключили из СПС.
Он стал президентом Демократической альтернативы после того, как партия была сформирована определённым количеством членов СПС, вышедших из партии в июле 1997 года.
Чович был главой Координационного центра Косово и Метохии и главой Координационного центра Южной Сербии во время конфликта в Прешевской долине.
С 24 октября 2000 по 25 января 2001 года он был членом трио со-премьер-министров вместе с Миломиром Миничем из партии СПС, и Спасое Круничем из Сербского движения обновления, которое временно управляло Сербией после бульдозерной революции, когда Мирко Марьянович был уволен. С 12 по 16 марта 2003 года после убийства Зорана Джинджича он был исполняющим обязанности премьер-министра Сербии.
В 2004 году его партия «Демократическая альтернатива» объединилась с Социал-демократической партией. В 2005 году он стал президентом Социал-демократической партии. Партия прекратила своё существование в 2010 году.
В январе 2016 года Човичу было предъявлено обвинение в коррупции.

## Спорт

### Югославская федерация баскетбола (1995—1997)
В конце 1995 года, одновременно выполняя обязанности мэра Белграда и депутата Национального собрания Сербии, Чович стал президентом Югославской федерации баскетбола, сменив Веселина Баровича. Помимо политических связей Човича через СПС, наилучшей рекомендацией для работы был быстрый успех его баскетбольного клуба, который в том сезоне собирался начать соревноваться в высшей лиге страны после нескольких повышений.
В то время, когда Чович возглавил федерацию, сборная Югославии во главе с Душаном Ивковичем была действующим чемпионом Европы, вернувшись к международным соревнованиям после четырёхлетнего изгнания из-за эмбарго ООН. Вскоре Ивкович ушёл в отставку, и его помощник Желько Обрадович занял пост главного тренера национальной сборной. Национальная команда отлично выступила на летних Олимпийских играх 1996 года в Атланте, дойдя до финала где они встретились со сборной США, состоящей из игроков НБА. В начале 1997 года, вскоре после изгнания Човича из СПС, его также уволили с работы в ЮФБ.